# Caxata
Caxata (auch: Cacsata) ist eine Ortschaft im Departamento La Paz im südamerikanischen Anden-Staat Bolivien.

## Lage im Nahraum
Caxata ist zentraler Ort des Kanton Caxata im Municipio Yaco in der Provinz Loayza. Die Ortschaft Caxata liegt in der Serranía de Sicasica auf einer Höhe von 4408 m an einem der Zuflüsse zum Río Yaco, der später in den Río Luribay mündet. Bei Caxata findet Abbau von Blei-, Zink- und Kupfererzen statt, außerdem finden sich hier Mottramit-Vorkommen.

## Geographie
Caxata liegt zwischen dem bolivianischen Altiplano im Westen und dem Amazonas-Tiefland im Osten. Die Region weist ein typisches Tageszeitenklima auf, bei dem die mittleren Temperaturunterschiede zwischen Tag und Nacht größer sind als die Temperaturunterschiede zwischen den Jahreszeiten.
Die mittlere Durchschnittstemperatur der Region liegt bei knapp 7 °C und schwankt zwischen 3 °C im Juni/Juli und 9 °C im November/Dezember (siehe Klimadiagramm Caxata). Der Jahresniederschlag liegt bei 500 mm, mit einer ausgeprägten Trockenzeit von Mai bis Juli und Monatsniederschlägen von mehr als 100 mm im Januar und Februar.

## Verkehrsnetz
Caxata liegt 197 Straßenkilometer südöstlich von La Paz, der Hauptstadt des gleichnamigen Departamentos.
Von La Paz aus führt die asphaltierte Nationalstraße Ruta 2 in westlicher Richtung nach El Alto, von dort 129 Kilometer nach Süden die Ruta 1 über Sica Sica nach Konani, 80 Kilometer vor Oruro. Von dort führt eine unbefestigte Landstraße in nordöstlicher Richtung nach Quime und passiert nach 55 Kilometern auf halbem Weg dorthin die Ortschaft Caxata.

## Bevölkerung
Die Einwohnerzahl der Ortschaft ist in dem Jahrzehnt zwischen den letzten beiden Volkszählungen um etwa ein Drittel zurückgegangen:
| Jahr | Einwohner | Quelle       |
| ---- | --------- | ------------ |
| 1992 | 445       | Volkszählung |
| 2001 | 317       | Volkszählung |
| 2012 | 357       | Volkszählung |
| 2024 |           | Volkszählung |

In Caxata ist die Aymara-Bevölkerung vorherrschend, im Municipio Yaco sprechen 97,5 Prozent der Bevölkerung Aymara.